# Charles Le Bars
Pour les articles homonymes, voir Le Bars.
Charles Le Bars est un peintre, sculpteur et graveur français né le 31 juillet 1925 à Alger et mort le 28 février 2012 dans le 20e arrondissement de Paris,.

## Biographie
Charles Le Bars étudie à l'école supérieure des beaux-arts d'Alger, puis, durant la Seconde Guerre mondiale, il intègre dans les Forces navales françaises libres.
Installé en Île-de-France après guerre, résident notamment à Clamart, il devient connu pour ses mobiles et sculptures polychrome, en bois ou en métal, représentant notamment des oiseaux exotiques.
Il est notamment le père du musicien Hugues Le Bars, du peintre Olivier Le Bars, et le grand-père du musicien Féloche (Félix Le Bars).

## Expositions notables
- Musée des Arts décoratifs (MAD) « Artiste artisan » (1977)
- Galerie Michèle Broutta (1987)[4]
- Centre d'art contemporain Chanot de Clamart (1989)
- Fondation Arp (1994)
- Centre culturel de Meudon (1995)
- Centre d'art contemporain Chanot (exposition personnelle, 2000)
- Centre d'art contemporain Chanot (travaux de jeunesse, 2008)